# Simulium floresense
Simulium floresense är en tvåvingeart som beskrevs av Takaoka 2006. Simulium floresense ingår i släktet Simulium och familjen knott. Inga underarter finns listade i Catalogue of Life.